# 賀壽齡
賀壽齡（?—?），陝西省西安府渭南縣人，清朝政治人物、同進士出身。
光緒三年（1877年），参加丁丑科殿試，登進士三甲第20名。同年五月，分部學習。